# Ring (Heraldik)

Drei Ringe, 2:1 gestellt
(Chalon-sur-Saône FR)

Drei Ringe, verschlungen aus Dreiberg wachsend
(Ringelsdorf-Niederabsdorf AT)

Ring in verwechselten Farben
(Pfunds AT)

Ein Ring ist in der Heraldik eine gemeine Figur und ist eigentlich ohne Symbolkraft und somit im Wappen ein unbedeutendes Bild.
Im Mittelalter galt er als Zeichen der bischöflichen Würde.
Die Darstellung gleicht der Unterlegscheibe aus dem Maschinenbau. Alle heraldischen Farben sind möglich. Ist das Innere aber von anderer Farbe, ist es kein Ring, sondern eine gefüllte Ringel, durchbrochene Kugel oder Scheibe.
Die Anzahl wird in vielen Wappen auf drei beschränkt und dann zwei über eins (2:1) gestellt. Der Teil eines Rings wird Bogen blasoniert, sonst sagt man auch halber Ring.
Viele kleine Ringe sind zum Füllen der Schildfläche geeignet, also zum Bestreuen, auch zum Belegen oder Bestecken. Auch werden sie wie Kettenglieder ineinander verschlungen im Wappen gezeigt.
Möglich ist die Darstellung eines Schmuckringes. Diese Ringe werden gelegentlich durch eine Hand, besonders am ausgestreckten Arm (Stargarder Arm), der auch geharnischt sein kann, gehalten. Ist er mit einem Stein besetzt, so muss das beschrieben werden.
Ist ein gemeines Kreuz an den Enden seiner Arme mit Ringen besetzt, so ist es ein Ringkreuz.

"Ain Ring" in Ainring DE
ein Ring, Ringsberg DE
redend auch bei Innerringen, nunmehr Teil von Hettingen DE
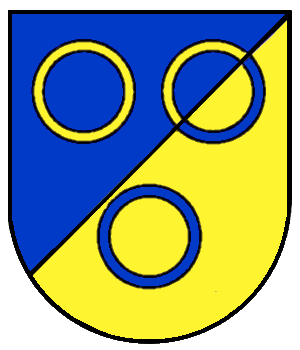
und in Ringingen DE
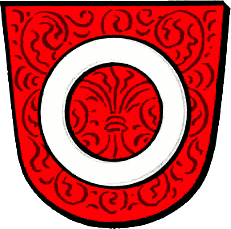
Ring, Wappen damasziert (Falkenstein/Taunus)
Ring in verwechselten Farben: Vellmar DE
angeordnet in 3-3-3-1(Ringenberg DE)
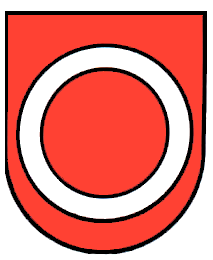
Ring (Gissigheim DE)
Ring (Groß Twülpstedt DE)
vier Ringe (Dahlem (bei Bitburg) DE)
Armring (Basedow DE)
am ausgestreckten Arm (Neustrelitz DE Stargarder Arm)